# جی باروشل
جاناتان آدام «جی» باروشل (به انگلیسی: Jonathan Adam Saunders "Jay" Baruchel) (زادهٔ ۹ آوریل ۱۹۸۲ در اتاوا) بازیگر، کمدین، کارگردان و فیلم‌نامه‌نویس کانادایی است. او بیشتر برای صداپیشگی نقش هیکاپ در مجموعه فیلم‌های چگونه اژدهای خود را تربیت کنیم و ایفای نقش‌های کمدی در فیلم‌هایی نظیر باردار (۲۰۰۸)، تندر استوایی (۲۰۰۸)، پسرهای طرفدار (۲۰۰۹)، او از سطح من بالاتر است (۲۰۱۰) و این آخرشه (۲۰۱۳) به شناخت رسید. وی همچنین به خاطر حضور در فیلم‌های محبوب میلیون دلاری (۲۰۰۴)، شاگرد جادوگر (۲۰۱۰) و مجموعه تلویزیونی مرد در جستجوی زن (۲۰۱۷–۲۰۱۵) نیز شناخته شده‌است.

## اوایل زندگی
باروشل در اتاوا، انتاریو زاده شد. مادرش رابین رپل نویسنده و پدرش سرژ باروشل فروشنده عتیقه بود و یک خواهر کوچکتر از خود دارد. او در نزدیکی مونترآل، کبک بزرگ شد. پدر او در پاریس، فرانسه زاده شده‌بود. باروشل یک چهارم اصالت یهودی دارد و بقیه اجداد او فرانسوی و ایرلندی-کاتولیک هستند. باروشل معتقد است که ریشه‌های ایرلندی او از شهرستان مایو است.

## زندگی شخصی
باروشل از سال ۲۰۱۱ تا ۲۰۱۳ با الیسون پیل نامزد بود. در فوریه ۲۰۱۳، باروشل از طریق توئیتر اعلام کرد که او و پیل از یکدیگر جدا شده‌اند. در ماه مه سال ۲۰۱۸، او نامزدی خود را با ربکا-جو دانم اعلام کرد. آن‌ها در ۲۱ سپتامبر ۲۰۱۹ در پرتغال ازدواج کردند.
باروشل دارای چندین خالکوبی است: یک صلیب سلتیک در بالای بازوی سمت راستش که برای احترام به تبار ایرلندی خود و یک برگ افرا قرمز بروی سینهٔ سمت چپش که نشان ملیت کانادایی‌اش است، در فیلم‌های پسرهای طرفدار، باردار، تندر استوایی و این آخرشه دیده‌می‌شود.

## فیلم‌شناسی

### فیلم
| سال  | عنوان                                       | نقش                 | یادداشت                               |
| ---- | ------------------------------------------- | ------------------- | ------------------------------------- |
| ۱۹۹۹ | فرار به خانه                                | کودک شماره ۲        |                                       |
| ۱۹۹۹ | چه کسی خانه را می‌گیرد؟                      | جاناتان             |                                       |
| ۲۰۰۰ | تقریباً مشهور                                | ویک مونیوز          |                                       |
| ۲۰۰۲ | ادگارد و جین                                |                     | فیلم کوتاه کارگردان نویسنده تهیه‌کننده |
| ۲۰۰۲ | قوانین جذابیت                               | هری                 |                                       |
| ۲۰۰۳ | بازی نمسیس                                  | جرمی                |                                       |
| ۲۰۰۴ | محبوب میلیون دلاری                          | دیلارد خطرناک       |                                       |
| ۲۰۰۶ | من رید فیش هستم                             | رید فیش             |                                       |
| ۲۰۰۷ | باردار                                      | جی                  |                                       |
| ۲۰۰۷ | جی و ست در مقابل آخرالزمان                  | خودش                | فیلم کوتاه نویسنده                    |
| ۲۰۰۷ | تازه‌دفن‌شده                                  | الیور               |                                       |
| ۲۰۰۸ | زمان واقعی                                  | اندی هیز            |                                       |
| ۲۰۰۸ | تندر استوایی                                | کوین سندوسکی        |                                       |
| ۲۰۰۸ | لیست پخش بی‌نهایت نیک و نوآ                  | تال هنسون           |                                       |
| ۲۰۰۹ | پسرهای طرفدار                               | ویندوز              |                                       |
| ۲۰۰۹ | شب در موزه: نبرد اسمیتسونین                 | ملوان جویی موتورولا |                                       |
| ۲۰۰۹ | تروتسکی                                     | لئون                |                                       |
| ۲۰۱۰ | او از سطح من بالاتر است                     | کیرک کنتر           |                                       |
| ۲۰۱۰ | چگونه اژدهای خود را تربیت کنیم              | هیکاپ (صداپیشه)     |                                       |
| ۲۰۱۰ | شاگرد جادوگر                                | دیوید استاتلر       |                                       |
| ۲۰۱۰ | همسایه خوب                                  | ویکتور              |                                       |
| ۲۰۱۰ | افسانه اژدهای استخوانی                      | هیکاپ (صداپیشه)     | فیلم کوتاه                            |
| ۲۰۱۱ | نوچه                                        | پت                  | نویسنده تهیه‌کننده                     |
| ۲۰۱۱ | کتاب اژدهایان                               | هیکاپ (صداپیشه)     | فیلم کوتاه                            |
| ۲۰۱۱ | هدیه خشم شب                                 | هیکاپ (صداپیشه)     | فیلم کوتاه                            |
| ۲۰۱۲ | جهان‌شهر                                     | شاینر               |                                       |
| ۲۰۱۲ | ساعت‌ساز                                     | مأمور مالیات        | فیلم کوتاه                            |
| ۲۰۱۳ | این آخرشه                                   | خودش                | دستیار تهیه‌کننده                      |
| ۲۰۱۳ | هنر سرقت                                    | فرانسی              |                                       |
| ۲۰۱۴ | پلیس آهنی                                   | تام پاپ             |                                       |
| ۲۰۱۴ | دان پیوت                                    | بیتس                |                                       |
| ۲۰۱۴ | چگونه اژدهای خود را تربیت کنیم ۲            | هیکاپ (صداپیشه)     |                                       |
| ۲۰۱۴ | طلوع مسابقات اژدها                          | هیکاپ               | فیلم کوتاه                            |
| ۲۰۱۶ | دلباخته                                     | مارک                |                                       |
| ۲۰۱۸ | نوچه: آخرین مجریان                          | پت                  | کارگردان نویسنده                      |
| ۲۰۱۹ | چگونه اژدهای خود را تربیت کنیم: دنیای پنهان | هیکاپ (صداپیشه)     |                                       |
| ۲۰۱۹ | محبت غریبه‌ها                                | جان                 |                                       |
| ۲۰۱۹ | اعمال تصادفی خشونت                          | ازرا                | کارگردان نویسنده تهیه‌کننده            |

### تلویزیون
| سال             | عنوان                                          | نقش                 | یادداشت                                                |
| --------------- | ---------------------------------------------- | ------------------- | ------------------------------------------------------ |
| ۱۹۹۵، ۲۰۰۰–۱۹۹۵ | آیا از تاریکی هراس دارید؟                      | جو/ الکس/ رز/ جیسون | ۴ قسمت                                                 |
| ۲۰۰۲–۲۰۰۱       | اعلام‌نشده                                      | استیون              | نقش اصلی                                               |
| ۲۰۱۲            | انسان بودن                                     | استو                | قسمت: «وقتی به تو فکر می‌کنم خودم را به اشتراک می‌گذارم» |
| ۲۰۱۸–۲۰۱۲       | اژدهایان دریم‌ورکس                              | هیکاپ (صداپیشه)     | نقش اصلی                                               |
| ۲۰۱۷–۲۰۱۵       | مرد در جستجوی زن                               | جاش گرینبرگ         | نقش اصلی                                               |
| ۲۰۱۸            | اتوبوس مدرسه جادویی دوباره می‌راند              | دکتر (صداپیشه)      | قسمت: «شبح مزرعه»                                      |
| ۲۰۱۹            | مودی‌ها                                         | شان مودی جونیور     | نقش اصلی                                               |
| ۲۰۱۹            | چگونه اژدهای خود را تربیت کنیم: بازگشت به خانه | هیکاپ (صداپیشه)     | فیلم کوتاه تلویزیونی                                   |
| ۲۰۲۲            | بچه‌ها در سالن                                  | اسموکر              | ۷ قسمت                                                 |

## جوایز و نامزدی‌ها
| سال  | جایزه                      | دسته‌بندی                                       | کار                                     | نتیجه    |
| ---- | -------------------------- | ---------------------------------------------- | --------------------------------------- | -------- |
| ۲۰۰۷ | جشنواره هنرهای کمدی آمریکا | جایزه بهترین بازیگر مرد                        | من رید فیش هستم                         | پیروز    |
| ۲۰۱۰ | جوایز کمدی کانادا          | بهترین بازیگر مرد                              | تروتسکی                                 | پیروز    |
| ۲۰۱۱ | جایزه آنی                  | بهترین صداپیشگی در یک فیلم بلند                | چگونه اژدهای خود را تربیت کنیم          | پیروز    |
| ۲۰۱۱ | جایزه جینی                 | بهترین بازیگر نقش اول مرد                      | تروتسکی                                 | نامزدشده |
| ۲۰۱۱ | جایزه جوترا                | بهترین بازیگر مرد                              | تروتسکی                                 | پیروز    |
| ۲۰۱۱ | حلقه منتقدان فیلم ونکوور   | بهترین بازیگر مرد در یک فیلم کانادایی          | تروتسکی                                 | نامزدشده |
| ۲۰۱۳ | جایزه هنرهای تصویری کانادا | بهترین فیلم‌نامه اقتباسی                        | نوچه                                    | نامزدشده |
| ۲۰۱۳ | حلقه منتقدان فیلم ونکوور   | بهترین بازیگر نقش مکمل مرد در یک فیلم کانادایی | نوچه                                    | نامزدشده |
| ۲۰۱۴ | جایزه هنرهای تصویری کانادا | بهترین بازیگر نقش مکمل مرد                     | هنر سرقت                                | نامزدشده |
| ۲۰۱۴ | جایزه سینمایی ام‌تی‌وی       | بهترین سکانس موزیکال                           | این آخرشه                               | پیروز    |
| ۲۰۱۹ | جایزه اکترا                | جایزه تعالی                                    | خودش                                    | پیروز    |
| ۲۰۱۹ | جایزه امی ساعات پربیننده   | بهترین اجرا در برنامه پویانمایی                | اژدهایان دریم‌ورکس: مسابقه تا لبه: فصل ۶ | پیروز    |